# Tiebreak (schaken)
Tiebreak-regels bij het schaken zijn de regels die aangeven wat er moet gebeuren als meerdere deelnemers aan een toernooi hetzelfde aantal punten halen, of een match gelijk eindigt. Voorbeelden:
- Beslissingspartijen, doorgaans met een versneld speeltempo. Ook bekend als een barrage.
- Een sudden death partij.
- Onderling resultaat: score tegen gelijk geëindigden
- Weerstandspunten (WP): som van het aantal punten dat de tegenstander hebben gehaald.[1]
- Sonneborn-Bergerscore (SB/SBB): De som van de producten van de punten die de tegenstanders haalden vermeerderd met het resultaat.[1]
- Progressieve Score (PS): aantal punten na de eerste ronde plus het aantal punten na de tweede ronde plus het aantal punten na de derde ronde, enz.[1]
- Kleurverhouding: aantal keer meer zwart dan wit.
- Rating: speler met de laagste rating eindigt het hoogst.
- Toernooi prestatie rating (TPR): een virtuele rating gebaseerd op de score van een speler en de gemiddelde rating van diens tegenstanders.[2] De speler met de hoogste prestatie rating wint.
- Meeste winstpartijen
- Loting.

Een goed reglement zorgt ervoor dat er altijd aan het einde een winnaar is, en eindigt daarom altijd (zo nodig) een loting of sudden death.
Voor het delen van geldprijzen is het Hort-systeem gebruikelijk: bij gelijke punten worden de geldprijzen opgeteld en gedeeld door het aantal personen.